# Georissa elegans
Georissa elegans é uma espécie de gastrópode  da família Hydrocenidae.
É endémica de Guam.